# 罗绮园
罗绮园（1894年—1931年8月28日），广东番禺人，中共早期领导人，1931年7月25日被国民政府逮捕，旋即叛变，但是不久仍遭到处决。同年8月28日中共中央通过决议将其开除中国共产党党籍。
早年考入上海同济大学，期间加入中国社会主义青年团，后加入中国共产党，返回广州活动。1925年后历任广东省农民协会常务委员，中国国民党中央农民部秘书，中共广东省委农民部长，中共中央宣传部部长等职。曾与毛泽东一起在广州农民运动讲习所讲学。1927年12月，参加广州起义，任农军总指挥。起义失败后赴上海，1929年任中共中央宣传鼓动部副部长，主编机关刊物《布尔塞维克》、《红旗》（后与《上海报》合并为《红旗日报》），兼任中共中央农民运动委员会副部长。1931年出任中共中央宣传部副部长。
罗被捕是因为趁工作之便与《红旗日报》干部胡章原的妻子陈小妹同居，引起胡的愤恨，叛党向国民政府告密。